# S Андромеды

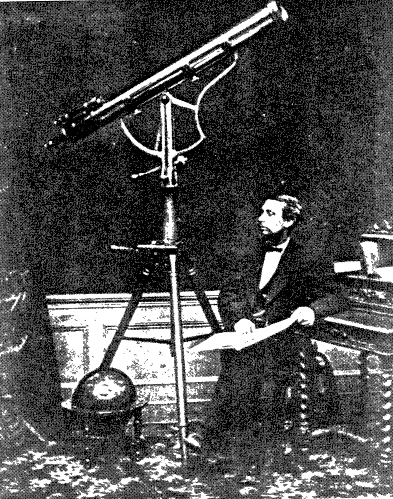
Исаак Вард

S Андромеды, или SN 1885A, — сверхновая звезда в галактике Андромеды, вспыхнувшая в 1885 году. Это единственная сверхновая, наблюдавшаяся в этой галактике, и первая из обнаруженных за пределами Млечного Пути.

## Открытие и наблюдение
По-видимому, первым вспышку этой звезды заметил французский астроном Людовик Галли 17 августа 1885 года во время испытания нового 20-сантиметрового рефлектора, но он принял её за отблеск лунного света в телескопе и не придал ей значения. Ирландский астроном-любитель Исаак Вард утверждал, что видел объект 19 августа 1885 года, но не сразу опубликовал это наблюдение. Независимо обнаружил сверхновую Эрнст Хартвиг в обсерватории в Дерпте (Тарту) в Эстонии 20 августа, однако он сообщил о ней только 31 августа (когда условия наблюдений позволили убедиться, что наблюдаемый объект — не блик лунного света). Благодаря телеграмме Хартвига сверхновую начало наблюдать множество людей. Она же побудила Исаака Уорда, Людовика Галли и ряд других наблюдателей опубликовать свои ранние наблюдения (первые сообщения о S Андромеды появились до письма Хартвига, отправленного в журнал Astronomische Nachrichten, так как в редакции потеряли это письмо, и оно вышло только в следующем выпуске). В 1976 году Кеннет Джонс, а в 1985 — Жерар де Вокулёр и Гарольд Корвин сделали обзор истории открытия сверхновой. В обеих работах выражены сомнения в том, что Вард действительно видел вспышку, так как его оценка блеска отклонялась от реконструированной впоследствии кривой блеска на 3 звёздных величины и заключено, что первооткрывателем сверхновой следует считать Хартвига. Всего же есть более 500 оценок блеска звезды, сделанных примерно 80 наблюдателями.

## Вспышка
S Андромеды достигла максимума 21–22 августа 1885 года, когда её блеск составлял 5,85m. Через полгода она ослабела до 14m. Звезда была оранжевого цвета (по результатам обработки наблюдений, сделанной через сто лет после вспышки, в максимуме показатель цвета B−V составлял +1,31 ± 0,06m, но через 2 месяца упал до +0,6m). Тускнела она очень быстро — на 1m блеск снизился через 5 суток после максимума, на 2m — через 11, а на 3m — через 26,5. Обычно сверхновые типа Ia слабеют вдвое медленнее и имеют белый цвет (B−V = 0,0m). Абсолютная величина этой звезды в максимуме составляла около −18,7m, что на 0,8m слабее обычной для этого типа (по другой оценке, −19,2m).
Несколько астрономов наблюдали спектр S Андромеды. В те времена в спектроскопии ещё не применялось фотографирование, и эти наблюдения были визуальными, причём сделанными на пределе видимости. Тем не менее они хорошо согласуются друг с другом и с современными данными про спектр сверхновых типа Ia. Последнее служит сильным подтверждением принадлежности звезды именно к этому типу, несмотря на её необычный цвет и кривую блеска.

## Остаток
Сверхновая вспыхнула в довольно яркой области галактики — за 16 угловых секунд от её ядра. Это сделало обнаружение её остатка трудным, и многочисленные попытки оказались безуспешными. Наконец, в 1988 году Р. А. Фесен и коллеги с помощью 4-метрового телескопа Мэйолла в обсерватории Китт-Пик обнаружили остатки взрыва — пятно диаметром 0,6–0,7", которое выглядит тёмным на фоне галактики за счёт поглощения света в линиях металлов. В дальнейшем его наблюдали с помощью космического телескопа Хаббла в 1999 году.